# Zentrum für interdisziplinäre Forschung
Das Zentrum für interdisziplinäre Forschung (ZiF) ist ein Institut der Universität Bielefeld. Es wurde 1968 auf Schloss Rheda als erstes Institut dieser Art in Deutschland und als Keimzelle der neuen Universität gegründet. Inzwischen hat es für zahlreiche ähnliche Gründungen in ganz Europa Pate gestanden. Es befindet sich unmittelbar südlich des Hauptgebäudes der Universität am Nordhang des Teutoburger Waldes.

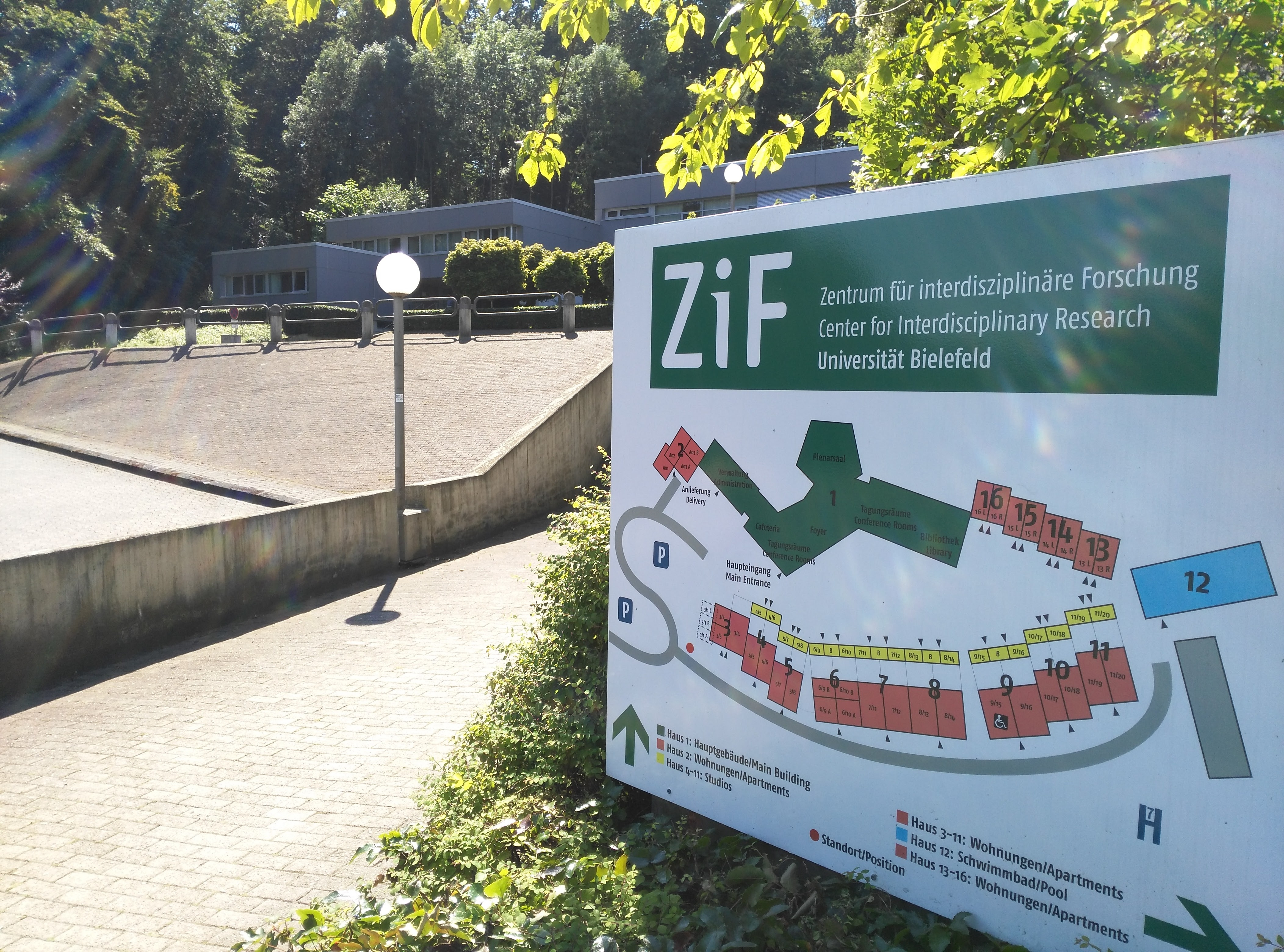
Der Standortplan für das Zentrum für interdisziplinäre Forschung

Das ZiF fördert und beherbergt internationale und interdisziplinäre Forschungsgruppen. Die Wissenschaftlern verschiedener Disziplinen können am ZiF gemeinsam Forschungsprojekte realisieren, von großen einjährigen Forschungsgruppen bis zu Tagungen und Workshops. Bekannte Forscher waren Norbert Elias sowie die Nobelpreisträger Reinhard Selten, John Charles Harsanyi, Roger B. Myerson und Elinor Ostrom.

## Ziel
Helmut Schelsky, der Gründervater des ZiF, bezeichnete das ZiF als Motor wissenschaftlichen Fortschritts. In diesem Sinne soll es die interdisziplinäre Forschung, insbesondere im Bereich der Grundlagenforschung, fördern. Das ZiF ist eine thematisch ungebundene Forschungseinrichtung, die nicht am Lehrbetrieb beteiligt ist. Es vergibt Fellowships und Stipendien, bietet seinen Gästen das entsprechende Arbeitsumfeld und die Infrastruktur für die Organisation von Tagungen. Die Besonderheit des ZiF besteht darin, dass es nicht Einzelpersonen, sondern Forschungsgruppen fördert, deren Mitglieder (Fellows) für die Dauer der Forschungsgruppe am ZiF leben und zusammen an einem von ihnen gewählten Thema arbeiten.

„[…] systematische und regelmäßige Erörterungen und Kolloquien, Kritik und Zustimmung einer Gruppe von Gelehrten, die an gleichen Sachgebieten, wenn auch vielleicht von verschiedenen wissenschaftlichen und fachlichen Gesichtspunkten her interessiert sind, gehört zum Förderlichsten, das einer eigenen Forschungstätigkeit widerfahren kann.“

## Geschichte
„Die Stellung der Assistentenschaft in der Universität“ ist das erste Thema, mit dem sich am 19. Februar 1968 eine interdisziplinäre Arbeitsgemeinschaft im Zentrum für interdisziplinäre Forschung (ZiF) befasst. Sitz des ZiF ist zu diesem Zeitpunkt das Schloss Rheda, da in Bielefeld noch keine Gebäude bereitstanden.
Das ZiF wurde als eine in Deutschland einzigartige Universitätseinrichtung gegründet und nahm bewusst vor dem Start des Lehrbetriebs der Universität seine Arbeit auf. Die Einrichtung war eine besondere Idee von Helmut Schelsky, der auch der erste Leiter wurde. Konzipiert wurde das erste deutsche Institute for Advanced Study nach dem Vorbild der amerikanischen Institute in Princeton und Stanford. Von 1968 bis zur Fertigstellung des ZiF-Gebäudes am Bielefelder Wellenberg arbeitete das Zentrum im Schloss Rheda.

„Neben einigen Büroräumen gab es dort einen mittelgroßen Tagungsraum und etwas Nebengelaß. Alles andere fehlte: Es waren noch nicht alle Mitarbeiterstellen besetzt, es mangelte an Wohnungen für Gäste und das Institut entbehrte vor allem der Universität im Hintergrund, die noch im Aufbau war.“

Aus diesen strukturellen Beschränkungen heraus traten in den Anfangsjahren in Rheda die Arbeitsgemeinschaften und Tagungen in den Vordergrund, die in der Regel nur einige Tage dauerten. Erst nach dem Umzug auf den Campus veränderte sich das Forschungsprofil hin zu lange laufenden Forschungsgruppen, wobei das Format der Arbeitsgemeinschaften ebenfalls bis heute fortbesteht.
Im Oktober 1972 erfolgte der Umzug in das fertiggestellte ZiF-Gebäude am Wellenberg südlich des Universitäts-Campus. Insgesamt umfasste der Neubau neben mehreren Sitzungsräumen, Büros für die Verwaltung, Mensa und der ZiF-Bibliothek auch über 30 Wohnungen und ein Schwimmbad für die Fellows. Der Gesamtbau kostete ungefähr 15 Millionen DM (nach heutiger Kaufkraft über 20 Millionen Euro).
Die erste Forschungsgruppe, die im ZiF schließlich im April 1973 startete, befasste sich mit der „Neuen Mathematik“ (Mengenlehre). Dieses Thema war durchaus bewusst gewählt: In den 1970er Jahren gab es kaum ein größeres Aufregerthema an deutschen Schulen, da an Stelle des traditionellen Rechenunterrichts Mathematik als Beschäftigung mit abstrakten Strukturen gelehrt werden sollte.
An dieser Vorgehensweise hat sich bis in die Gegenwart wenig geändert. Das ZiF versucht seit seiner Anfangszeit immer wieder gesellschaftlich besonders relevante Themen aufzugreifen und interdisziplinär zu definieren sowie zu diskutieren.

## Arbeitsformate
Im ZiF gibt es unterschiedliche Arbeitsformate: die große einjährige Forschungsgruppe, mehrmonatige Kooperationsgruppen und mehrtägige Arbeitsgemeinschaften. Außerdem gibt es Juniorforschungsgruppen und das Nachwuchsnetzwerk. Darüber hinaus finden öffentliche Vorträge, Autorenlesungen und Kunstausstellungen statt.

## Rechtsform und Struktur
Das ZiF wird von einem wissenschaftlichen Direktorium geleitet, das sich aus Professoren der Universität zusammensetzt. Geschäftsführende Direktorin ist die Philosophin Véronique Zanetti. Dem Direktorium steht ein Wissenschaftlicher Beirat aus sechzehn ernannten Forschern zur Seite. Zudem gibt es einen Verein der Freunde und Förderer des ZiF. Zwanzig Mitarbeiter organisieren das Zentrum.

## Leben und Arbeiten
Das ZiF verfügt über einen eigenen Campus, umgeben von den Veranstaltungsräumen und den Wohnungen für die Fellows. Zur Infrastruktur gehören eine Bibliothek und ein Schwimmbad.